# Guillaume de Waha-Baillonville
Pour les articles homonymes, voir Waha (homonymie).
Guillaume de Waha-Baillonville, né le 5 novembre 1615 à Melreux (Hotton), province de Luxembourg (Belgique) et décédé le 11 novembre 1690 à Liège, était un prêtre jésuite belge et historien de renom.

## Éléments de biographie
Entré au noviciat des jésuites le 25 octobre 1635 il enseigne les humanités, la rhétorique et la philosophie au collège de Douai. Il est ensuite nommé supérieur du séminaire de Notre-Dame de Mons et recteur du collège de la même ville. Plus tard il est également recteur du collège de Cambrai (1679-1681) et de celui de Luxembourg. Il meurt à Liège le 11 novembre 1690.
Guillaume de Waha a laissé des écrits (la plupart en latin) qui ont un intérêt certain pour la connaissance de la région du Luxembourg (belge et grand-ducal).

## Œuvres
- Éloge funèbre de Jean-Ferdinand de Renesse, Baron d’Elderen (1643).
- Le fidèle et vaillant gouverneur ou tableau raccourci de la vie et de la mort de messire Jean d’Allamont, seigneur dudit lieu... (Liège, Bauduin Bronckart, 1658, un portrait et deux plans). Deuxième édition en 1668 (avec deux portraits, des blasons et un plan).

Cet ouvrage consacré à Jean V d'Allamont, gouverneur de Montmédy, « Le fidèle et vaillant gouverneur Jean d'Allamont », constitue un document fondamental pour l'histoire de cette ville au XVIIe siècle. Publiée d'abord en 1658, un an seulement après le siège de Montmédy par les armées de Louis XIV et Mazarin et en leur présence, cette première édition est des plus rares, cette rareté venant de ce que « le funeste embrazement survenu à Ruremonde, le vingtième de juin de l'année 1665, en a ensevely sous les cendres la plupart des exemplaires ». Ceux-ci ont, en effet, péri avec le palais et la belle bibliothèque d'Eugène Albert d'Allamont, frère de Jean, évêque de Ruremonde et de Gand. Il existe une seconde édition de 1668. Cet ouvrage introuvable a été réédité en 2002 aux éditions de la Joyeuserie, accompagné de nombreux documents historiques.
- François de Borgia, converti (1671).

Une pièce de théâtre composée pour les célébrations solennelles, au collège de Luxembourg, de la canonisation de Saint François de Borgia, 4e Supérieur Général de la Compagnie de Jésus. 
- Un Hercule chrétien : Godefroid de Bouillon (1673).

Réimprimé plusieurs fois après la mort de l’auteur : 1690, 1746, 1749.
- Explication de la vie de saint Guillaume le Grand (1693).

L’ouvrage, posthume, fut publiée par François d’Yserin et dédiée à Nicolas de Presseux, supérieur général des moines Guillemites.